# Боронган
Боронган (вар.: Siyudad han Borongan; себ.: Dakbayan sa Borongan; філ.: Lungsod ng Borongan) — місто в провінції Східний Самар на Філіппінах. Адміністративний центр провінції. За даними перепису 2015 року населення міста становило 69 297 осіб.
Найпоширенішими мовами є варайська та себуанська. Також використовують англійську та філіппінську. Найпоширенішою релігією є католицтво. 
Основним продуктом, який виробляє місто є копра. Поширеним є також рибальство та сільське господарство.

## Клімат
Місто знаходиться у зоні, котра характеризується вологим тропічним кліматом. Найтепліший місяць — червень із середньою температурою 28.3 °C (83 °F). Найхолодніший місяць — січень, із середньою температурою 25.6 °С (78 °F).
| Клімат Боронгана        | Клімат Боронгана | Клімат Боронгана | Клімат Боронгана | Клімат Боронгана | Клімат Боронгана | Клімат Боронгана | Клімат Боронгана | Клімат Боронгана | Клімат Боронгана | Клімат Боронгана | Клімат Боронгана | Клімат Боронгана | Клімат Боронгана |
| Показник                | Січ.             | Лют.             | Бер.             | Квіт.            | Трав.            | Черв.            | Лип.             | Серп.            | Вер.             | Жовт.            | Лист.            | Груд.            | Рік              |
| Абсолютний максимум, °C | 33               | 31               | 33               | 32               | 35               | 36               | 35               | 37               | 35               | 35               | 34               | 33               | 37               |
| Середній максимум, °C   | 28               | 28               | 29               | 31               | 31               | 32               | 32               | 32               | 32               | 31               | 30               | 30               | 31               |
| Середня температура, °C | 25               | 25               | 26               | 27               | 27               | 27               | 27               | 27               | 27               | 27               | 26               | 26               | 27               |
| Середній мінімум, °C    | 22               | 22               | 23               | 23               | 23               | 23               | 23               | 23               | 23               | 23               | 23               | 22               | 23               |
| Абсолютний мінімум, °C  | 18               | 20               | 20               | 18               | 21               | 22               | 21               | 21               | 21               | 20               | 20               | 19               | 18               |
| Норма опадів, мм        | 640              | 430              | 320              | 260              | 240              | 230              | 180              | 140              | 180              | 330              | 530              | 640              | 4170             |
| Днів з дощем            | 21               | 19               | 12               | 11               | 10               | 10               | 9                | 7                | 9                | 15               | 15               | 21               | 144              |
| Вологість повітря, %    | 87               | 86               | 85               | 83               | 84               | 82               | 83               | 82               | 84               | 84               | 86               | 86               | 84               |
| ----------------------- | ---------------- | ---------------- | ---------------- | ---------------- | ---------------- | ---------------- | ---------------- | ---------------- | ---------------- | ---------------- | ---------------- | ---------------- | ---------------- |
| Джерело: Weatherbase    |                  |                  |                  |                  |                  |                  |                  |                  |                  |                  |                  |                  |                  |